# خدمات مخابرات
در مخابرات، خدمات مخابرات، خدماتی است که شرکت مخابراتی ارائه می‌کند یا گروه مشخصی از قابلیت‌های کاربر-انتقال اطلاعات ارائه شده توسط سامانه مخابراتی به گروهی از کاربران است.
کاربر خدمات مخابرات، مسئول محتویات پیام و رساننده خدمات مخابراتی مسئول پذیرش، انتقال و تحویل پیام است.
بر اساس مقررات تنظیم شده توسط کمیسیون ارتباطات فدرال ایالات متحده آمریکا تحت لایحه ارتباطات ۱۹۳۴ و لایحه مخابرات ۱۹۹۶، خدمات مخابرات به این صورت تعریف می‌شود: «ارائه مخابرات با دریافت هزینه به عموم مردم یا همین گروه از کاربران تا بدون توجه به امکانات مورد استفاده، به طور موثر در درسترس عموم مردم قرار گیرد».
در مقابل، واژه «مخابرات» به این صورت تعریف می‌شود: «انتقال اطلاعاتی که توسط کاربر انتخاب می‌شوند، بین دو یا چند نقطه که توسط کاربر مشخص می‌شود بدون اینکه در محتوای اطلاعات فرستاده شده و دریافت شده، تغییری به وجود بیاید».